# 詹姆斯·德盖尔
詹姆斯·德盖尔（英語：James DeGale，1986年2月3日—），英国男子拳击运动员。他曾代表英国参加2008年夏季奥林匹克运动会拳击比赛，获得男子75公斤级金牌。2008年12月，他成为职业选手。